# Jacques Raymond Brascassat
Jacques Raymond Brascassat, né Jacques Brascassat le 30 août 1804 à Bordeaux et mort à Paris le 28 février 1867, est un peintre et graveur français.

## Biographie
Fils d’un tonnelier bordelais, Jacques Raymond Brascassat commence sa carrière artistique à douze ans, comme apprenti chez le décorateur Lacaze. Il commence à peindre dès 1816. Son professeur, dont il est aussi le fils adoptif, le peintre paysagiste Théodore Richard le soutient et le fait entrer à l’école municipale de dessin de Bordeaux, où il est élève de Jean-Baptiste Dubourdieu, puis de Louis Hersent à l’École des beaux-arts de Paris en présentant la Chasse de Méléagre. Il obtient le second prix de paysage historique du prix de Rome en 1825, ce qui ne lui permettait pas de faire son voyage en Italie. Il obtint le soutien de la duchesse de Berry et le roi Charles X lui accorde une pension pour séjourner deux ans à Rome. Brascassat séjourne pendant quatre ans en Italie où il peint des paysages entre 1826 et 1830 et expose ses premières toile au Salon de 1831.

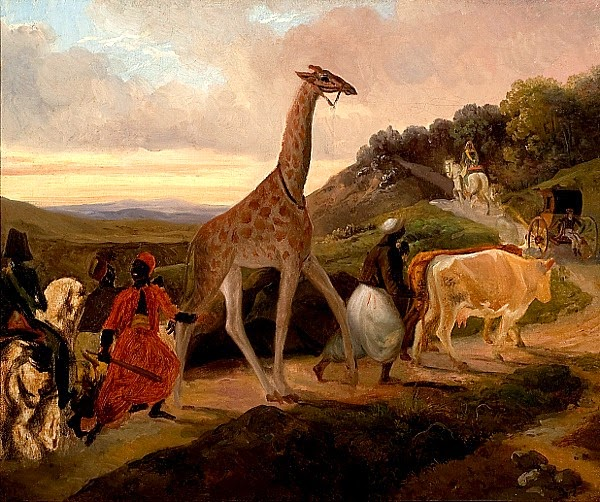
Le Passage de la girafe près d'Arnay-le-Duc, vers 1831, musée des Beaux-Arts de Beaune

À partir de 1835, il se consacre à la peinture animalière et est considéré comme le grand rénovateur de ce genre. Il a notamment représenté la girafe Zarafa offerte cadeau diplomatique par Méhémet Ali à Charles X, considérée comme la première girafe présente sur le sol français. Son huile sur toile intitulée Le Passage de la girafe à Arnay-le-Duc est une de ses œuvres emblématiques.
Il effectue un second voyage en Italie en 1843 qui fait partie de ses voyages en Écosse, Suisse, Hollande… C’est lors de ces voyages qu’il étudie les œuvres d'Albert Cuyp, de Salomon van Ruysdael, de Eugène Verboeckhoven et de Paulus Potter.  Jusqu’en 1845, il expose régulièrement au Salon. À la suite de critiques désagréables, notamment de Charles Baudelaire, il se consacre, essentiellement, à l’enseignement.
En 1836, il acquiert une métairie sur la butte Montmartre au lieu-dit Château-Rouge, où son atelier jouxte l’étable. Il est élu membre de l’Académie des beaux-arts en 1846. En 1858, il se retire à Magny-les-Hameaux.
Il est l’un des premiers artistes à se rendre à BarbizonLes peintres Charles-François Daubigny et Ferdinand Chaigneau ont été ses élèves. Le premier reçut une formation à la gravure : à partir de 1831, Brascassat exécuta en effet une quantité non négligeable de lithographies, puis vers 1857-1860, d’eaux-fortes personnelles et assez élaborées, ayant pour thème principal le domaine animalier.
Il était lié d’amitié avec Wilhelm-Hugues Krafft, qui lui achetait de nombreuses œuvres et dont le fils Hugues Krafft fit un important legs au musée des Beaux-Arts de Reims.
Brascassat fut inhumé à Paris au cimetière de Montmartre (8e division, 3e ligne, no 4, chemin Saint-Nicolas, concession 200C-1867). Ses cendres ont été transférées à l'ossuaire du cimetière du Père-Lachaise le 2 novembre 1991.

Portraits par Jacques Raymond Brascassat
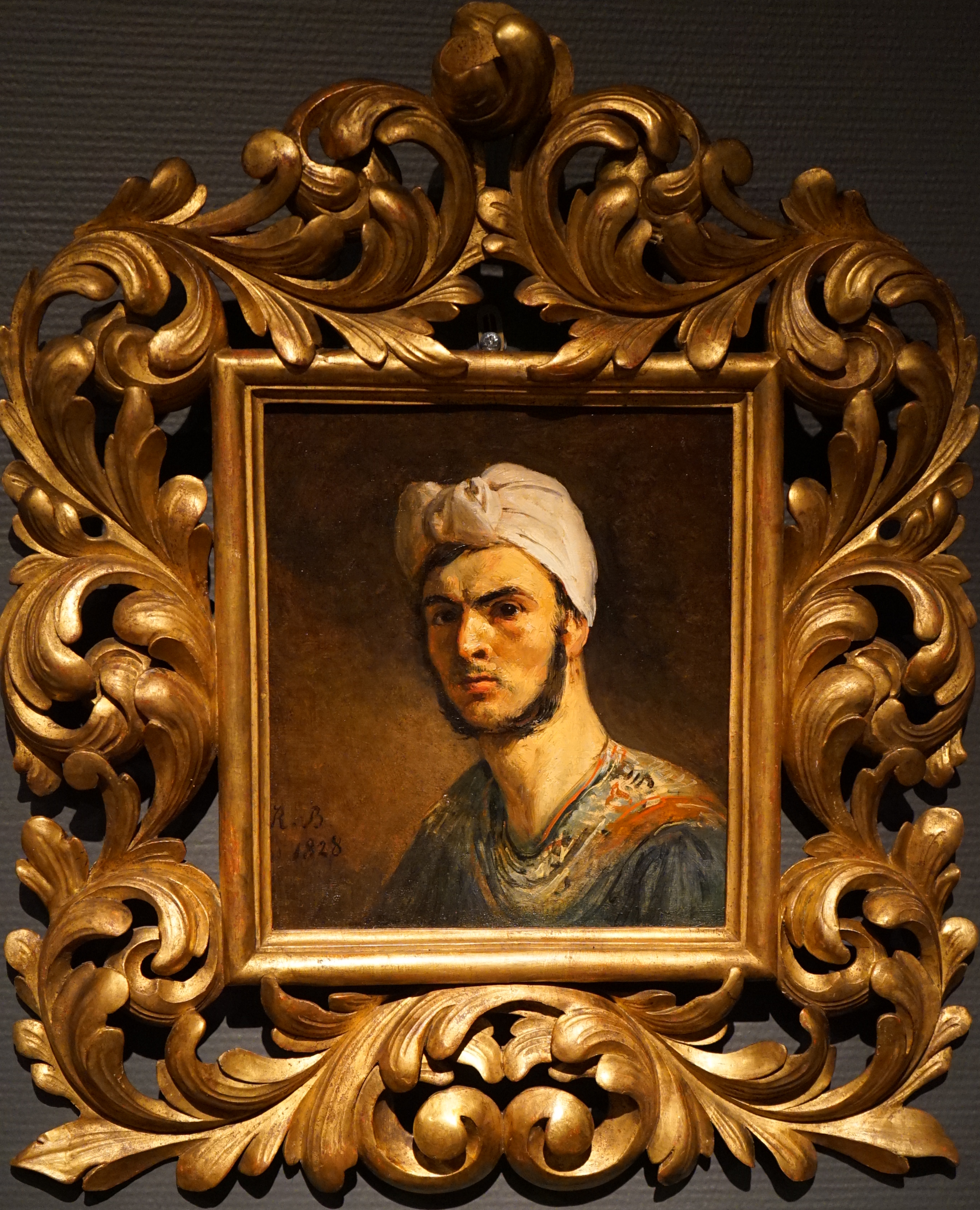
Portrait d’un Calabrais[12], lors de son voyage en Italie, musée des Beaux-Arts de Reims.
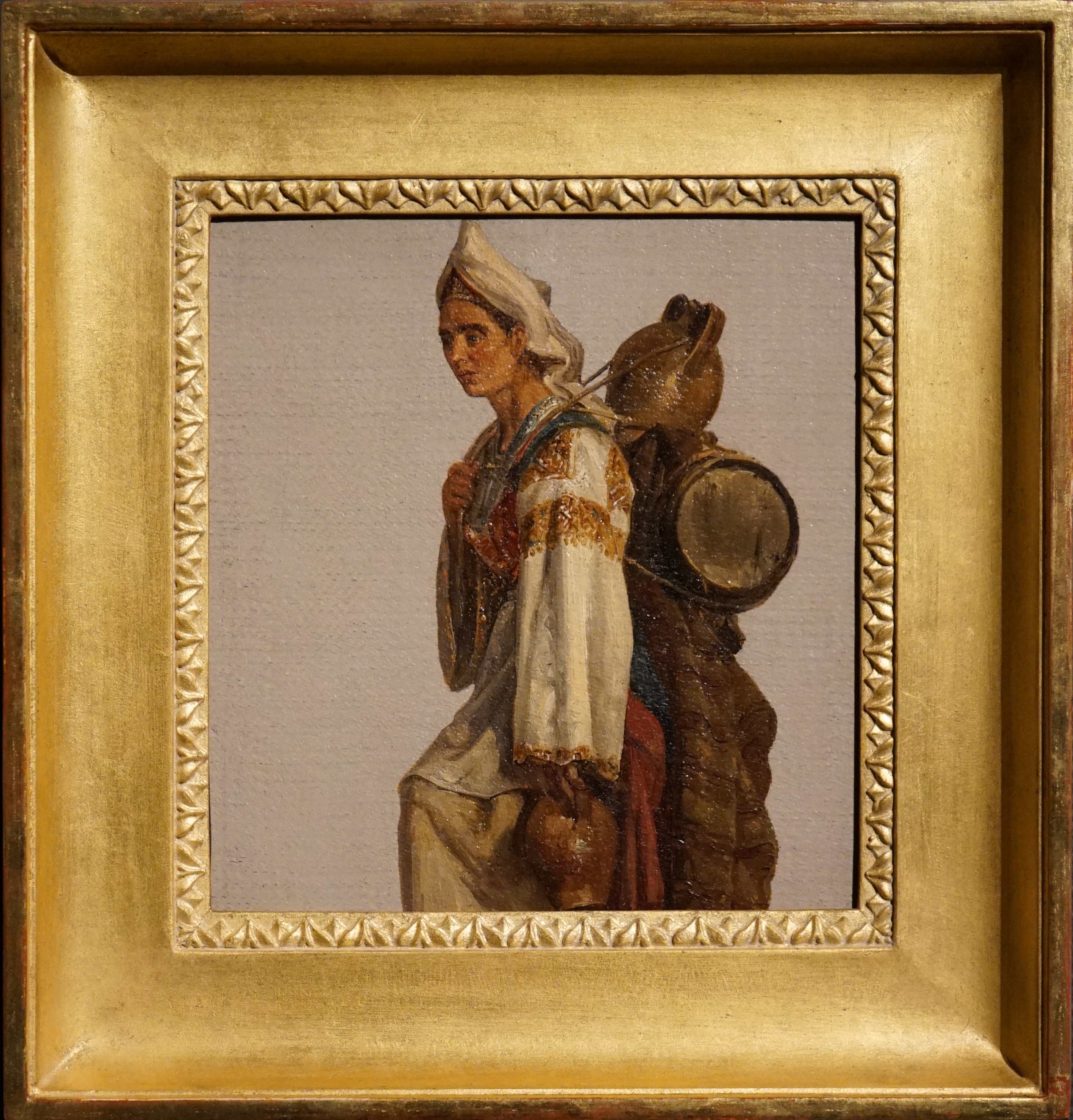
Calabraise[13], musée des Beaux-Arts de Reims.
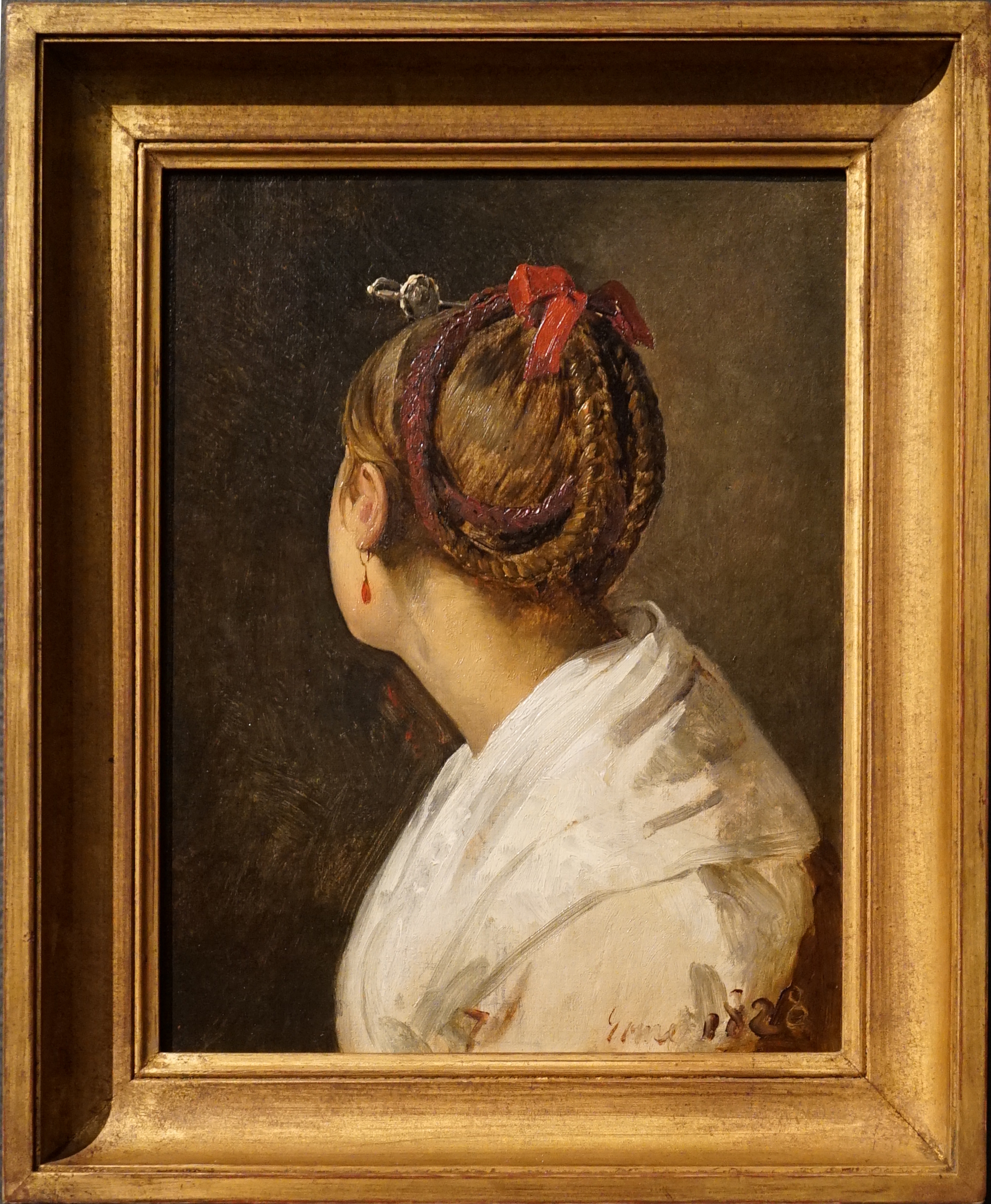
Tête de jeune Romaine[14], musée des Beaux-Arts de Reims.
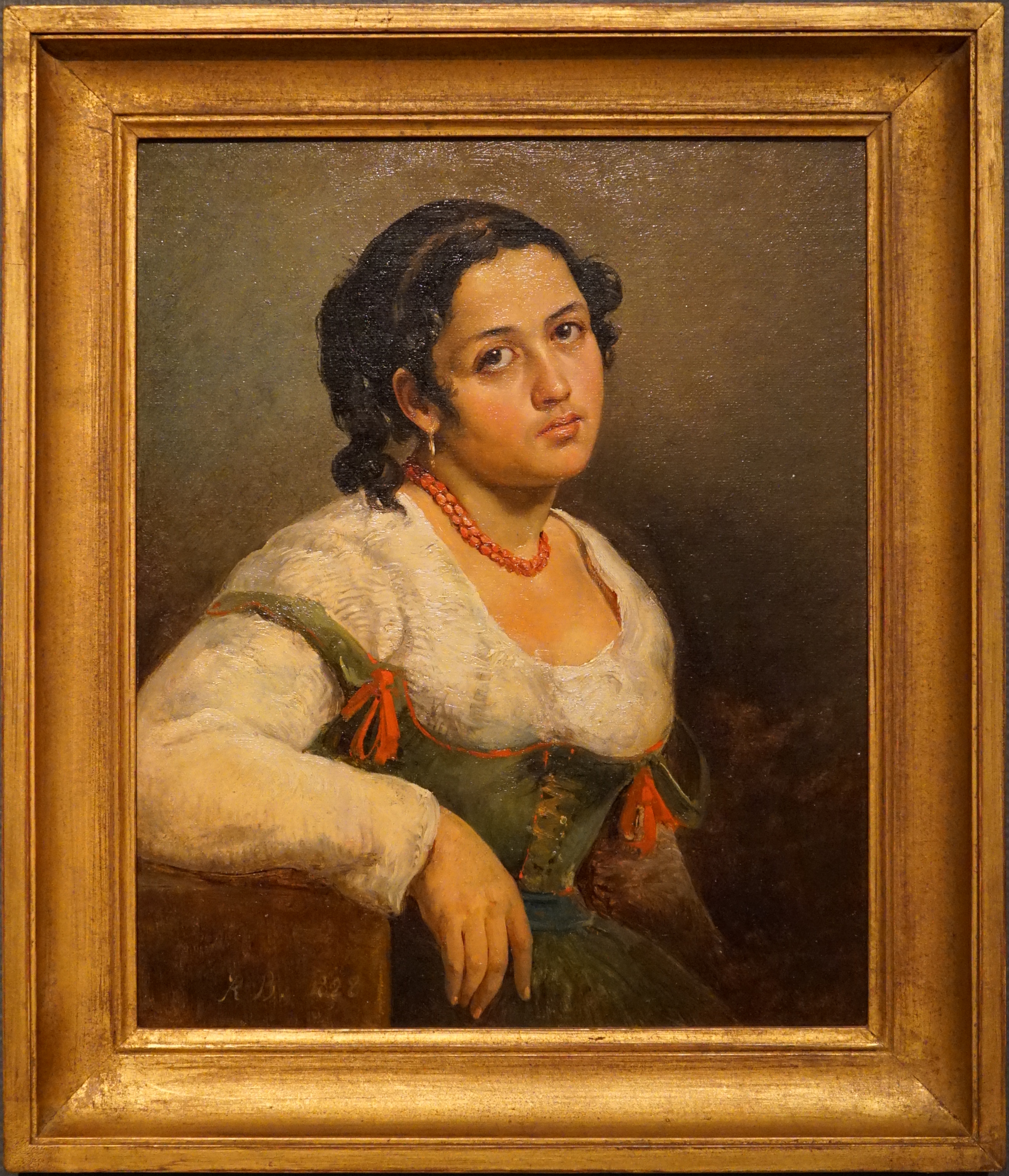
Italienne, 1828[15], musée des Beaux-Arts de Reims.
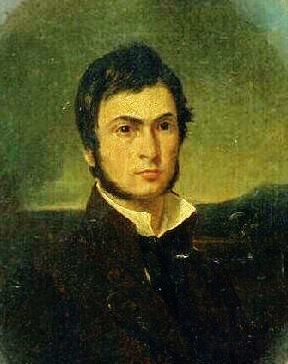
Portrait du peintre par lui-même, musée des Beaux-Arts de Bordeaux.
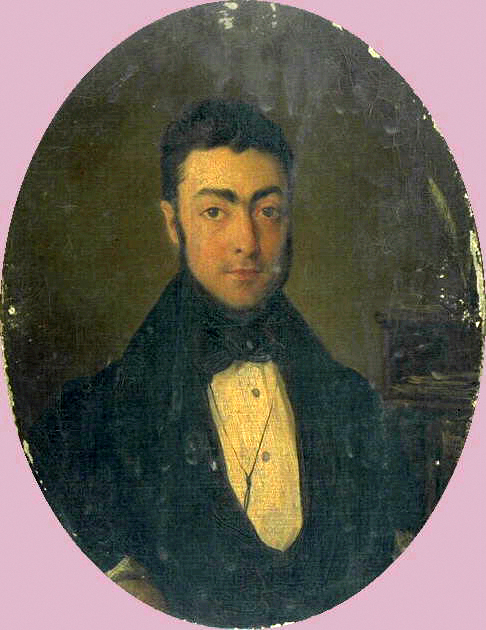
Jacques Periers (grand-père de l'artiste), musée des Beaux-Arts de Bordeaux.
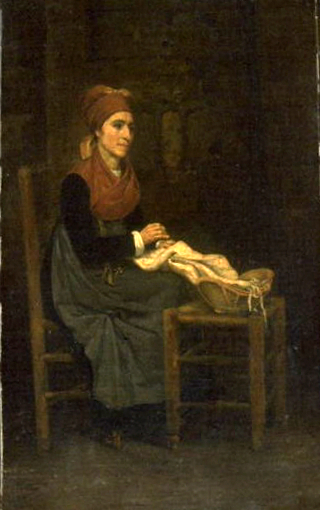
Portrait de la mère de l'artiste, musée des Beaux-Arts de Bordeaux.
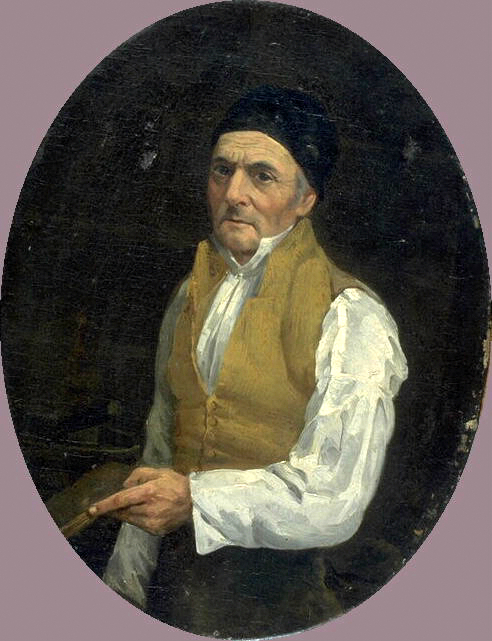
Portrait du père de l'artiste, musée des Beaux-Arts de Bordeaux.
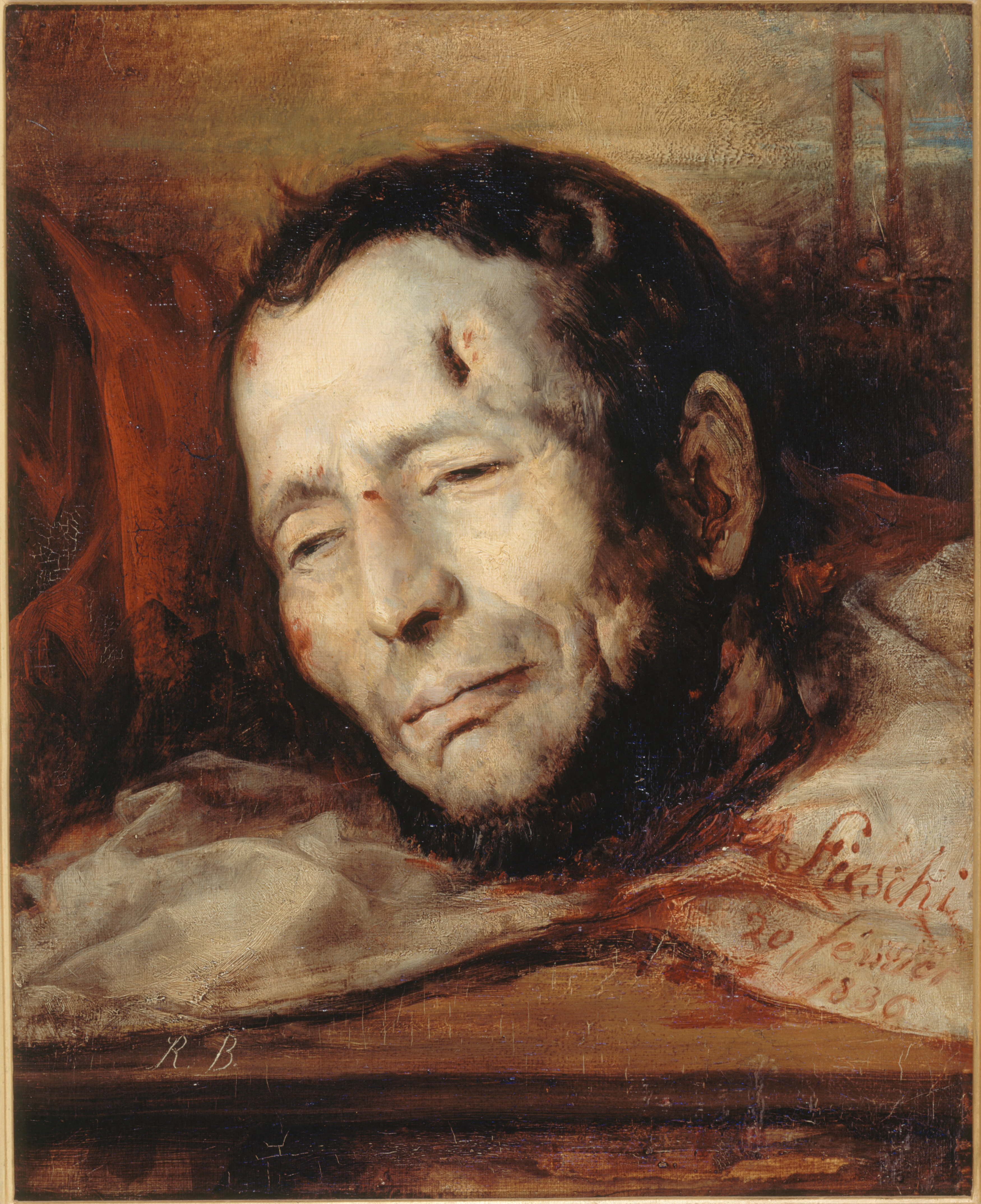
Tête de Giuseppe Fieschi (1790-1836), après son exécution (1836), Paris, musée Carnavalet.

Paysages par Jacques Raymond Brascassat
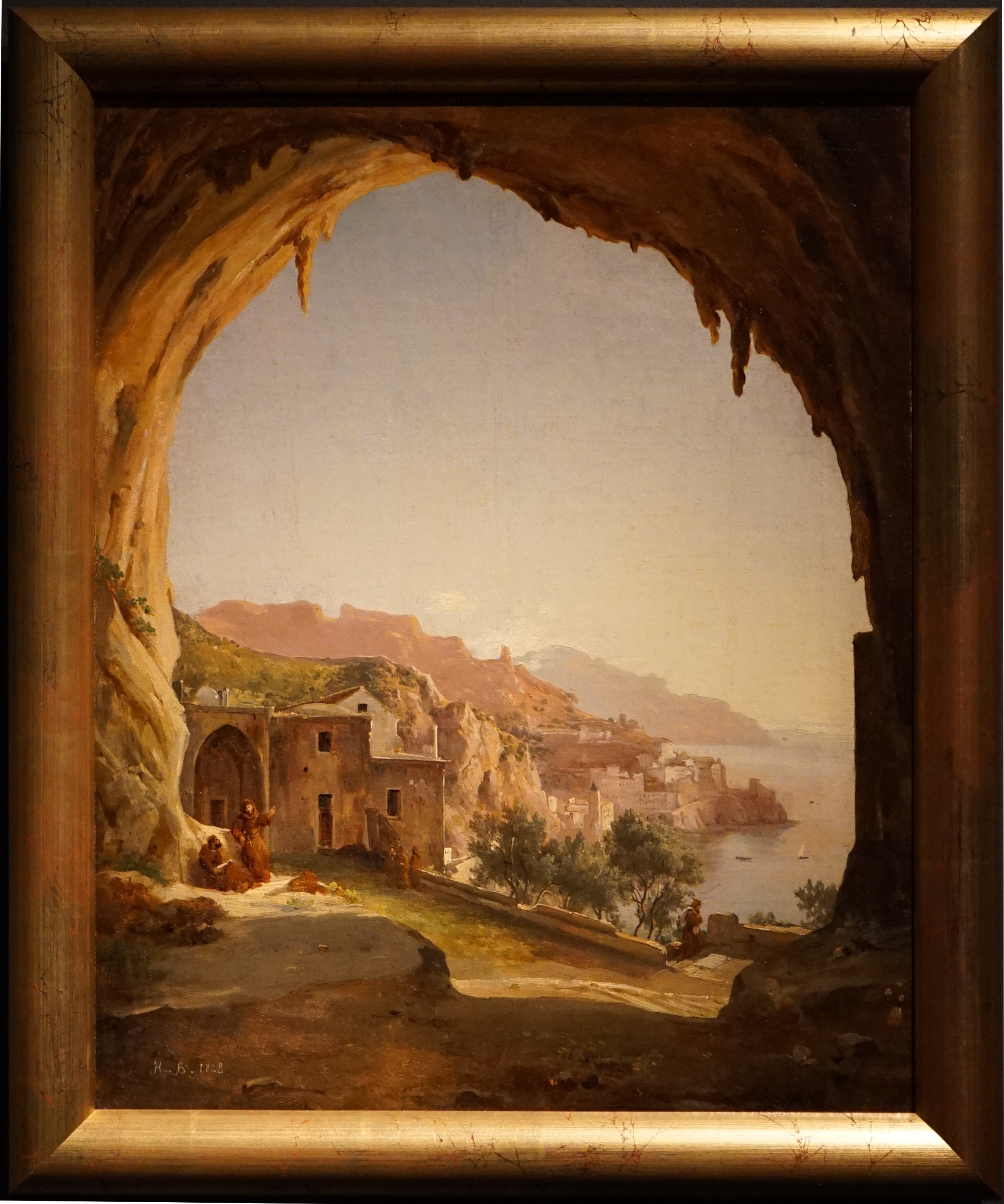
Le Monastère[16], musée des Beaux-Arts de Reims.
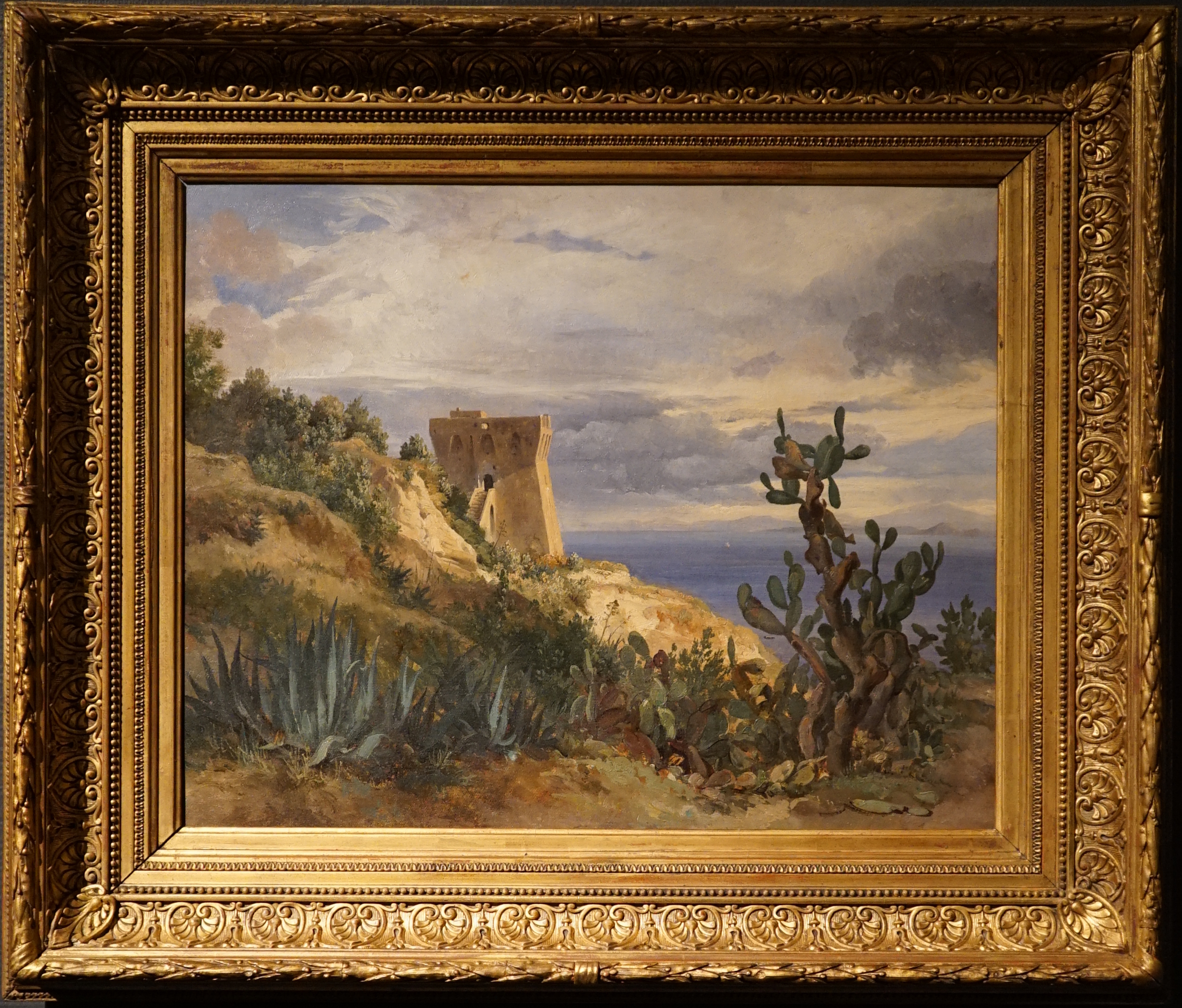
Tour en bordure de mer[17], musée des Beaux-Arts de Reims.
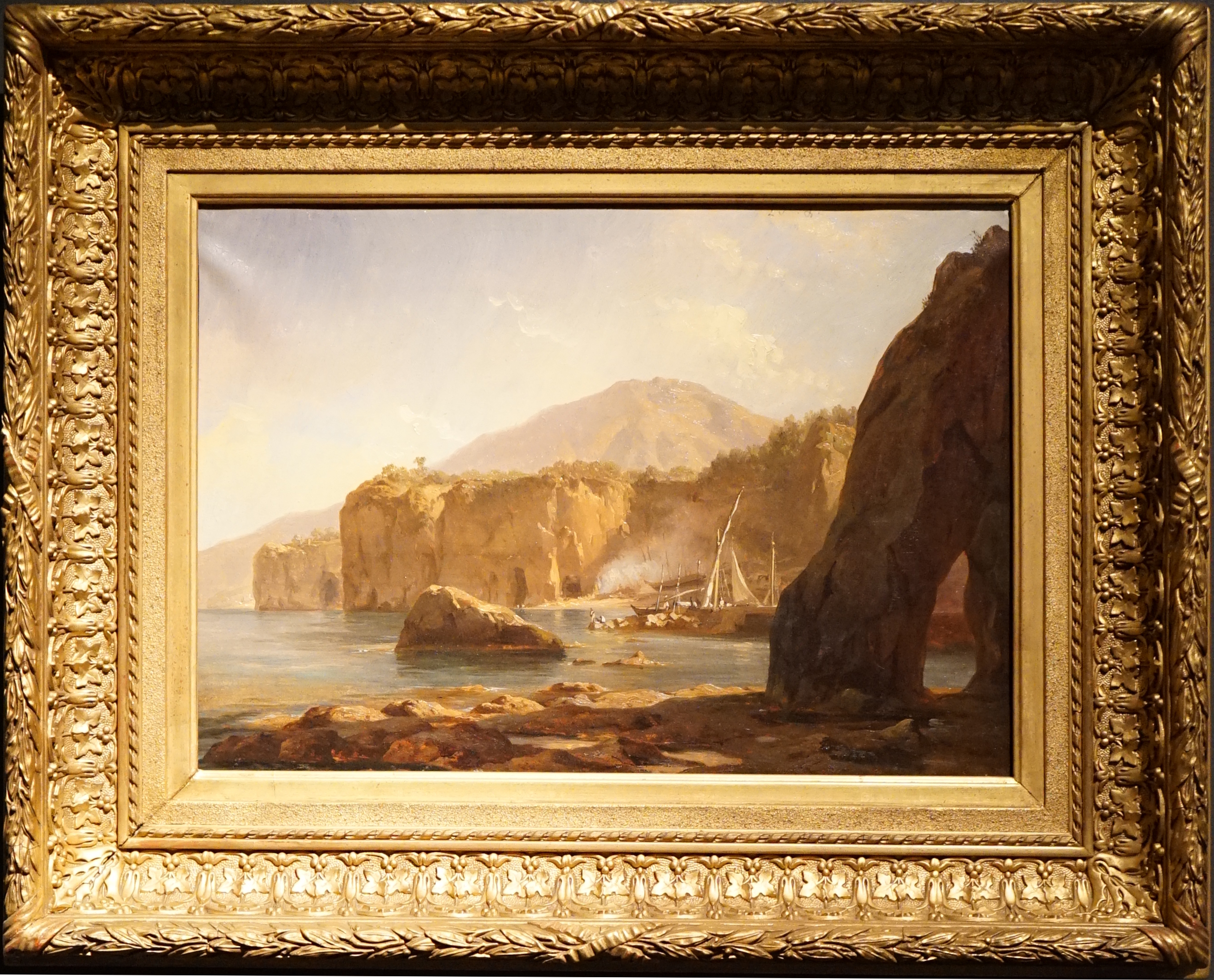
Grottes et falaises au bord de la mer[18], musée des Beaux-Arts de Reims.
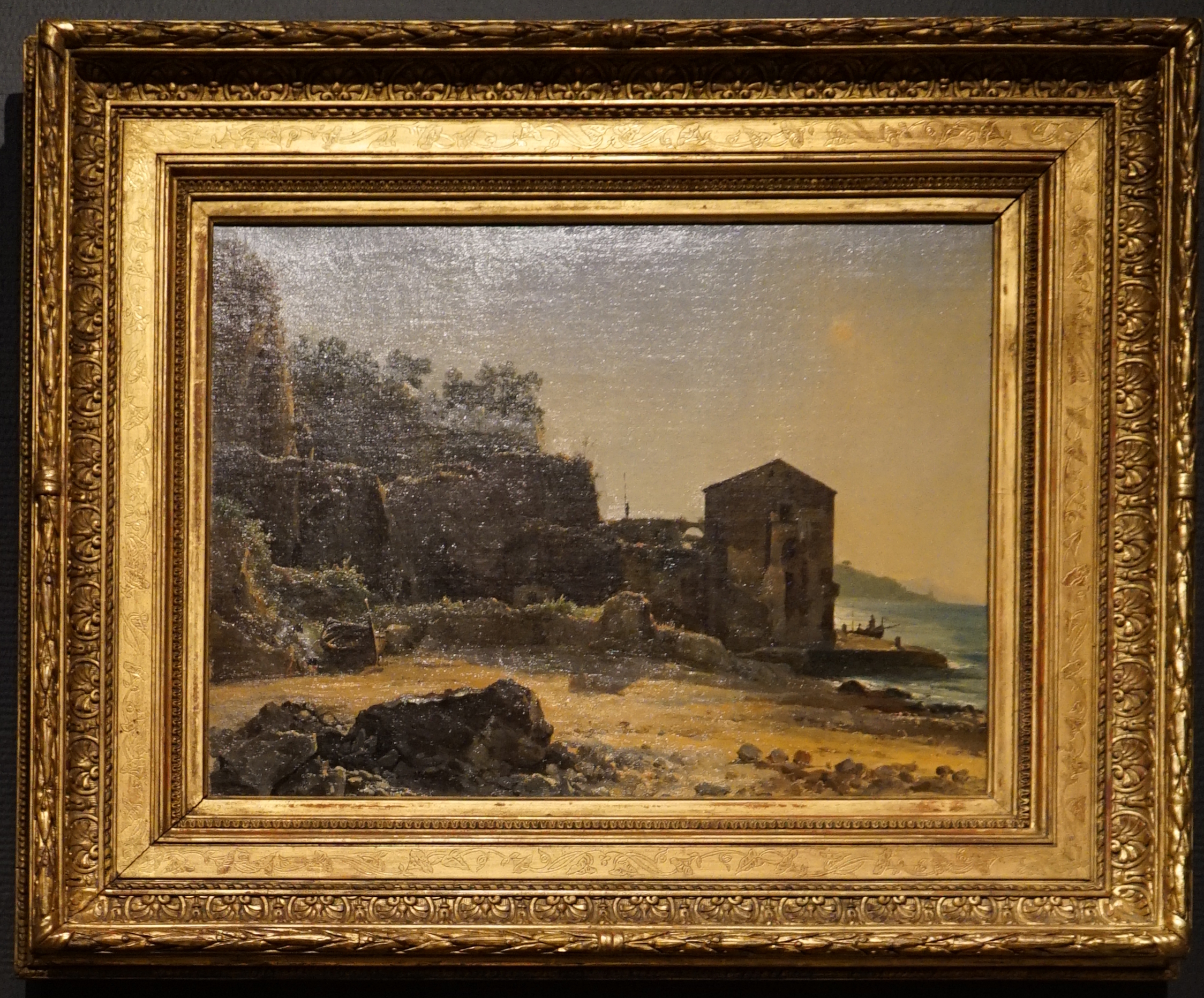
Bord de mer[19], musée des Beaux-Arts de Reims.

Études par Jacques Raymond Brascassat
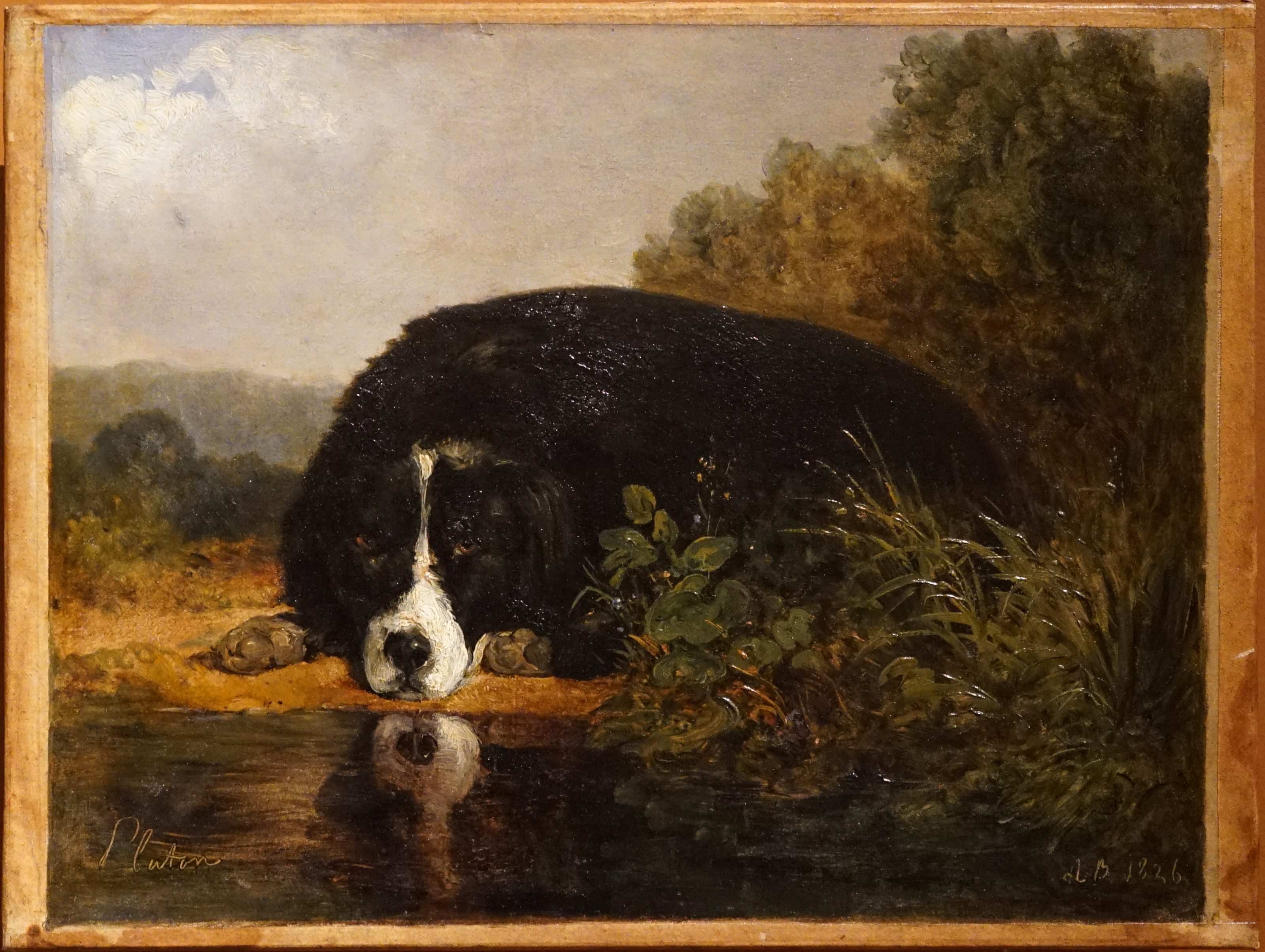
Pluton chien favori du maître[20], musée des Beaux-Arts de Reims.
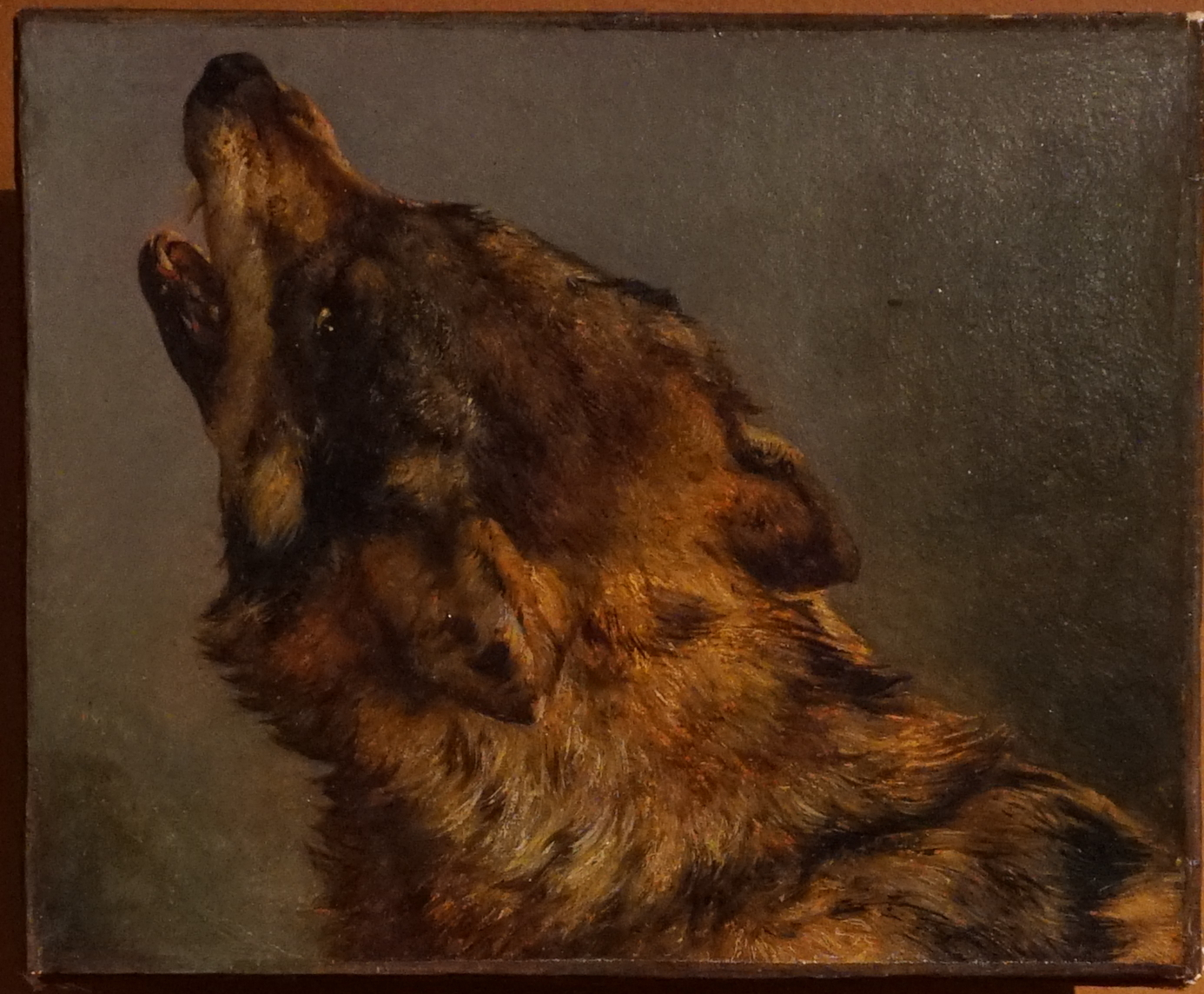
Tête de loup[21], musée des Beaux-Arts de Reims.
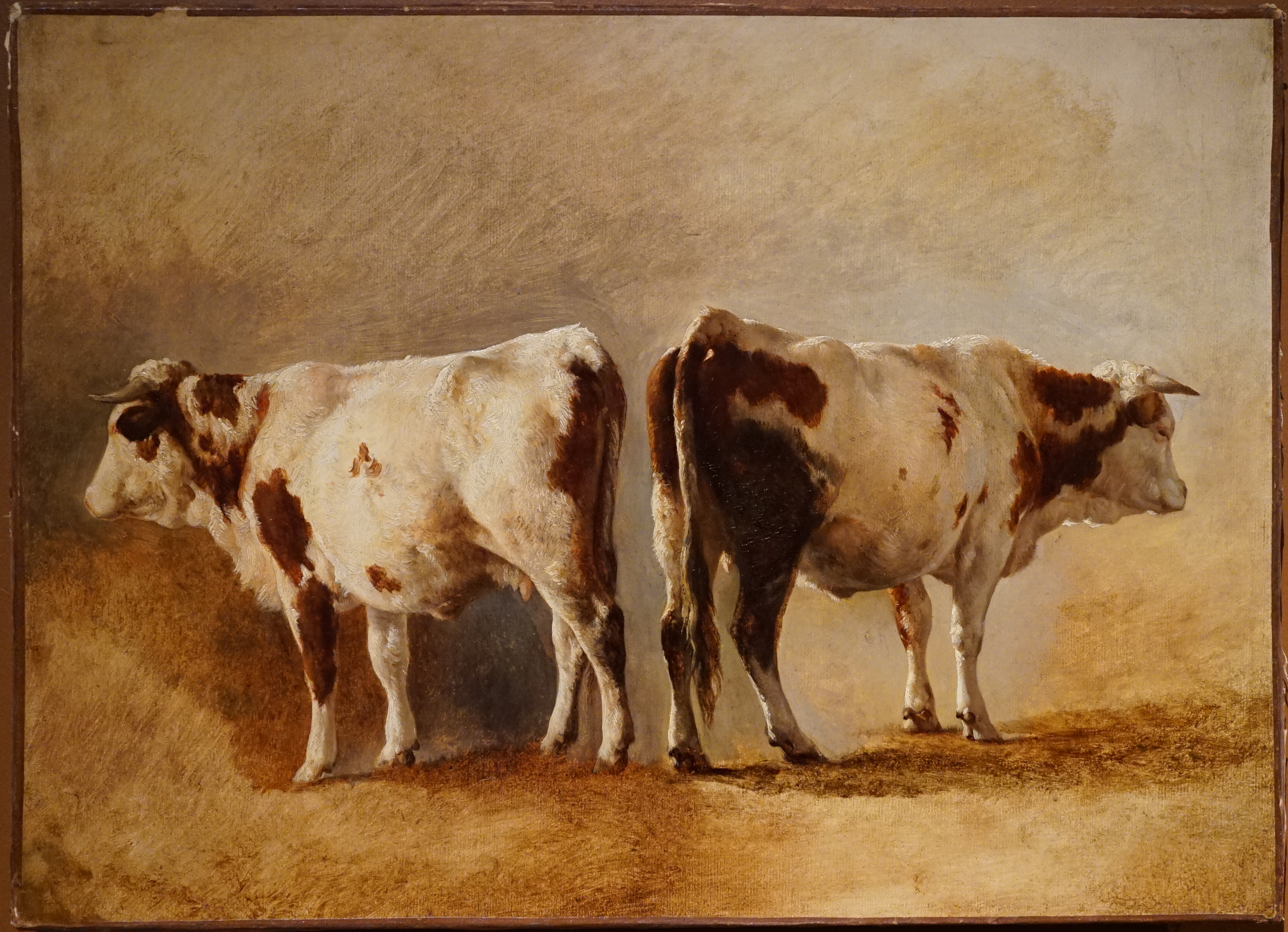
Étude de vache[22], musée des Beaux-Arts de Reims.
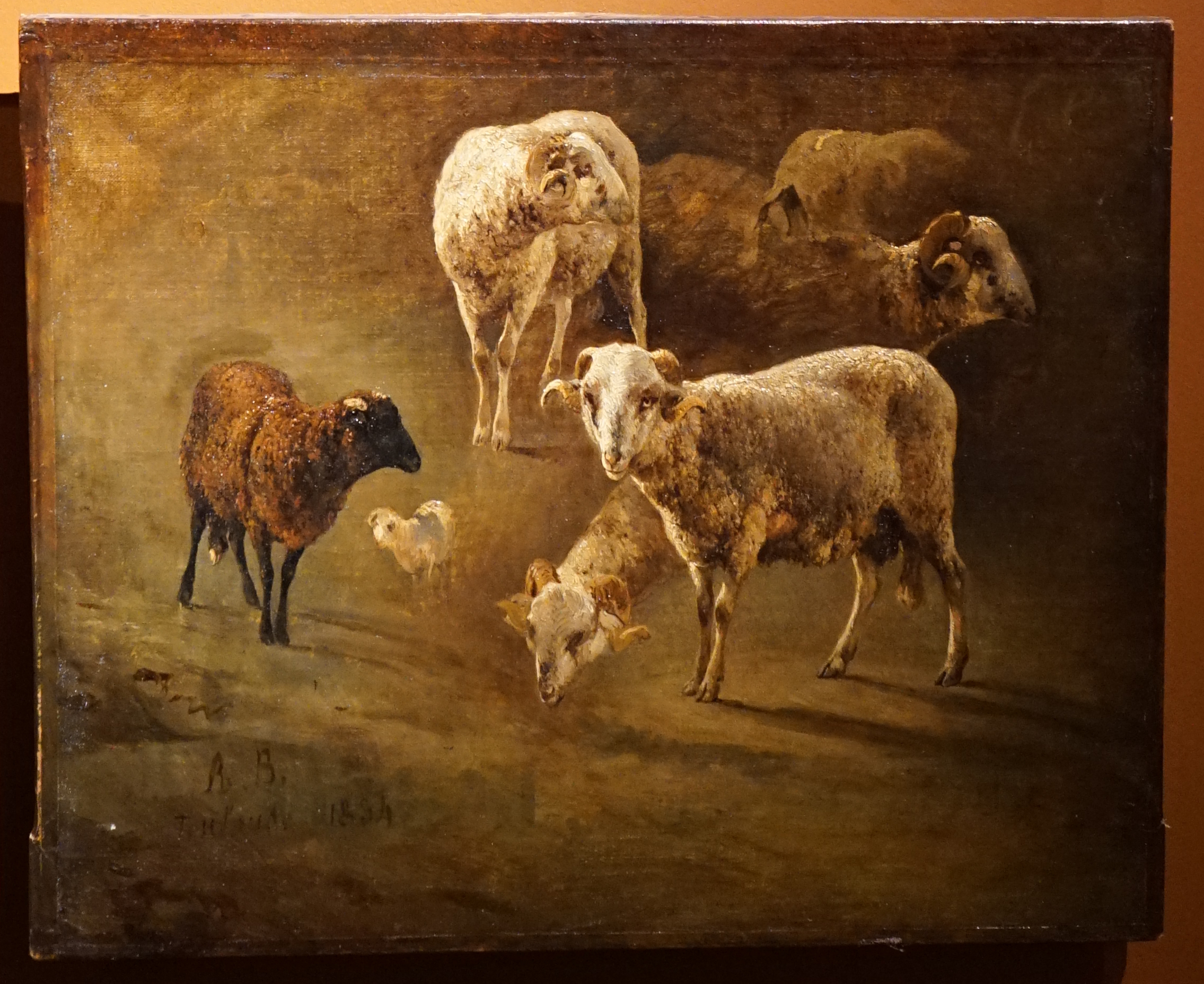
Béliers[23], musée des Beaux-Arts de Reims.
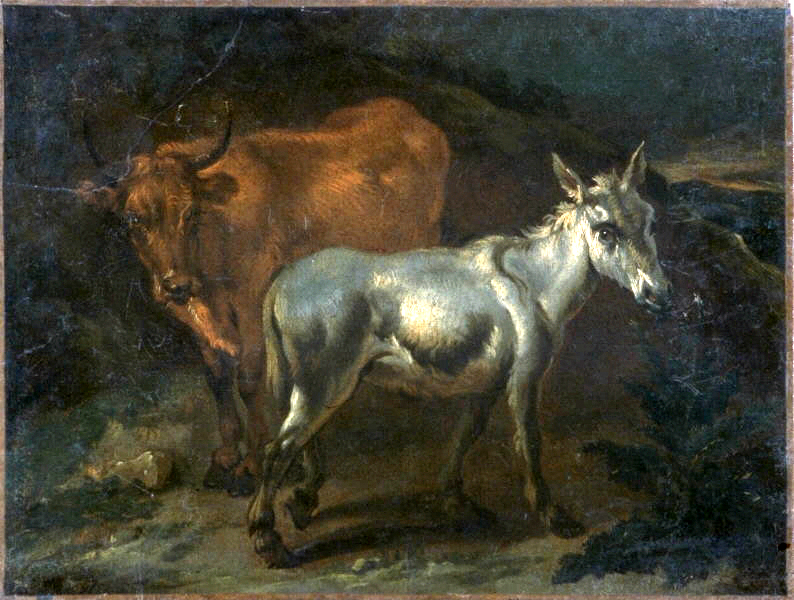
Vache et âne, musée des Beaux-Arts de Bordeaux.
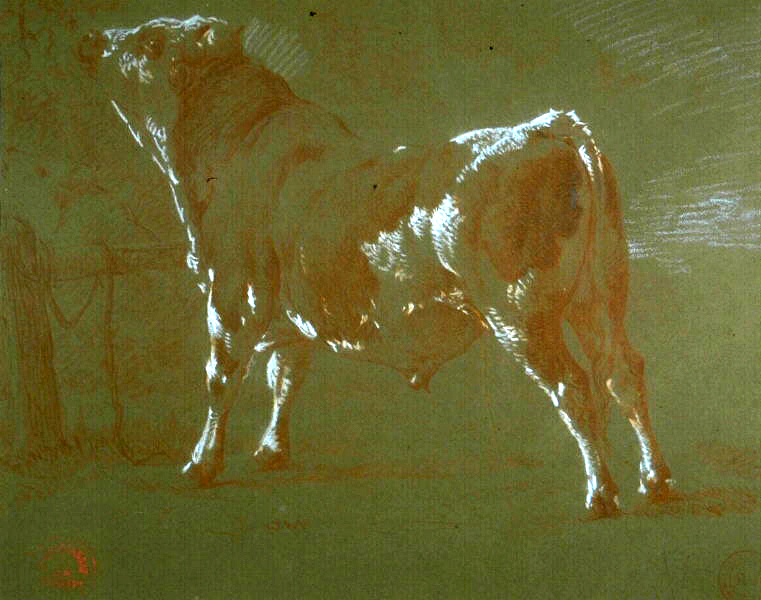
Étude de taureau, musée des Beaux-Arts de Bordeaux
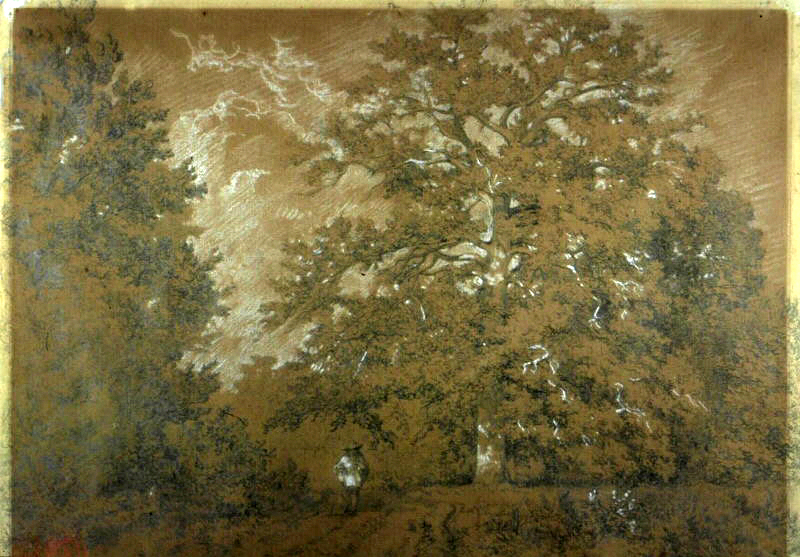
Étude de chênes, musée des Beaux-Arts de Bordeaux

## Collections publiques

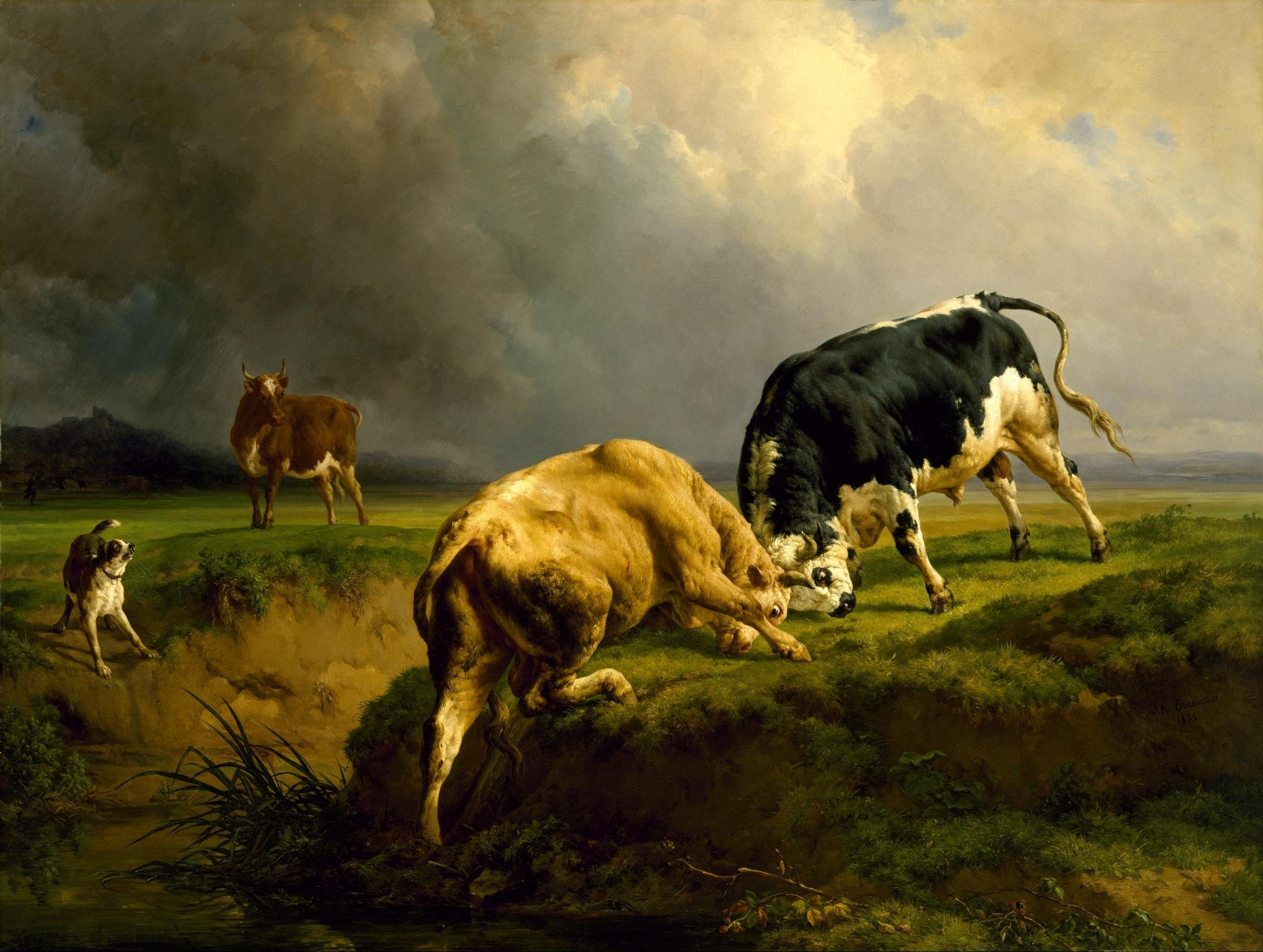
Combat de taureaux (1855), musée des Beaux-Arts de Houston.

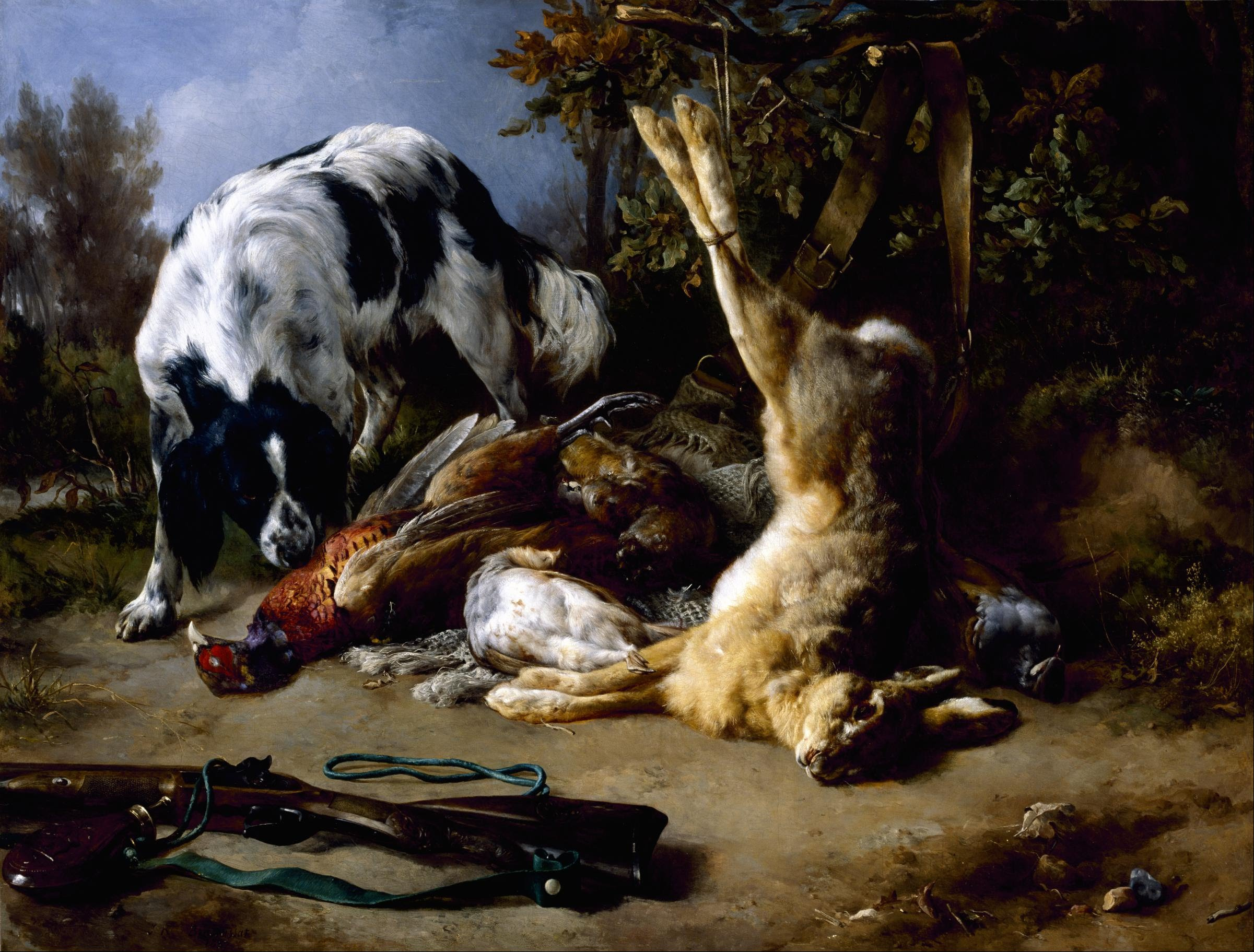
Épagneul et nature morte de gibier, musée des Beaux-Arts de Houston.

- Beaune, musée des Beaux-Arts : Le Passage de la girafe “Zarafa”, près d'Arnay-le-Duc, 1827, huile sur toile[24].
- Bordeaux, musée des Beaux-Arts :
  - Chèvre couchée, huile sur toile[25] ;
  - Deux Taureaux, 1854, huile sur toile[26] ;
  - La Chasse de Méléagre ou la mort du sanglier de Calydon, vers 1825, huile sur toile[27] ;
  - Paysage de Lozère (vue prise dans le Gévaudan), huile sur toile[28] ;
  - Paysage historique avec Homère, 1822, huile sur toile[29] ;
  - Portrait du peintre par lui-même, huile sur toile[30].
- Dijon, musée des Beaux-Arts : Vaches au pâturage, vers 1850-1852, huile sur toile, 77 × 100 cm[31].
- Nantes, Musée d'Arts
  - Lutte de taureaux, 1837, huile sur toile, 148 × 196 cm[32] ;
  - Repos d’animaux autour d’un grand chêne, 1842, huile sur toile, 195,3 x  170,5 cm[33].

- Orléans, musée des Beaux-Arts: 
  - Paysage.Vue prise à Marino, effet de matin, 1826, huile sur toile[34];
  - Tête de boeuf, 1838, huile sur papier marouflé sur toile[35];
  - Étude de tête de bélier, huile sur toile marouflée sur carton[36];
  - Portrait de David Johnston (1789-1854), ancien maire de Bordeaux, vers 1830, huile sur toile[37].
  - Une forêt dans les montagnes, pâtres et troupeau de chèvres (réalisation avec Théodore Richard pour le paysage, Jacques- Raymond Brascassat les animaux et figures), 1842, huile sur toile, 95 x 80 cm[38].

- Paris :
  - musée Carnavalet : Tête de Giuseppe Fieschi (1790-1836), après son exécution, 1836, huile sur toile[39].
  - musée du Louvre :
    - Loup dévorant une brebis, 1845, huile sur bois[40] ;
    - Paysage et animaux, ou La Vache au chien, 1845, huile sur toile[41] ;
    - Taureau, vache et moutons, mine de plomb[42].
- Reims : 
  - musée des Beaux-Arts : le musée conserve une large partie du fonds d'atelier de l'artiste avec plus de 800 numéros (huiles sur toile, dessins, estampes)[43].
  - musée-hôtel Le Vergeur : fonds de 111 œuvres, dont les portraits de Mme et M. Krafft.
- Toulouse, musée des Augustins :
  - Animaux au pacage, 1825, huile sur toile[44] ;
  - Arche de pont romain sur un ruisseau, 1827, huile sur toile[45] ;
  - La Sorcière, 1835, huile sur toile[46] .